# Рипа, Хелен
Хелен Барбро Рипа (швед. Helene Barbro Ripa, родилась 22 августа 1971 года в Спонге) — шведская паралимпийская спортсменка, пловчиха, гребец на каноэ, ориентировщица. Чемпионка зимних Паралимпийских игр 2014 года по лыжным гонкам на дистанции 15 км, серебряный призёр в смешанной эстафете 4 × 2,5 км. Участвовала также в летних Паралимпийских играх 1992 года по плаванию и в играх 2016 и 2020 года по гребле на каноэ.

## Спортивная карьера

### Плавание
В возрасте 14 лет у Хелен была обнаружена опухоль на правой ноге. Врачам пришлось ампутировать ногу выше колена. В ходе реабилитации она занялась плаванием, выступала за клуб «Нака» с 1988 по 1993 годы и выиграла несколько чемпионатов Швеции. Среди 32 завоёванных ею медалей в чемпионате Швеции — 10 золотых. Обладательница четырёх медалей Европы 1991 года в Барселоне (в том числе обладательница золотой медали). В 1993 году выиграла пять медалей, в том числе три золотые. В 1992 году выступила на Паралимпийских играх, в призёры не попала.
Из-за серии травм Рипа завершила карьеру пловца. Позже она занялась декорированием и переехала в Нью-Йорк, но затем вернулась в Стокгольм и занялась пошивом одежды. В течение 7 лет она занималась бизнесом в сфере пошива одежды

### Лыжные гонки

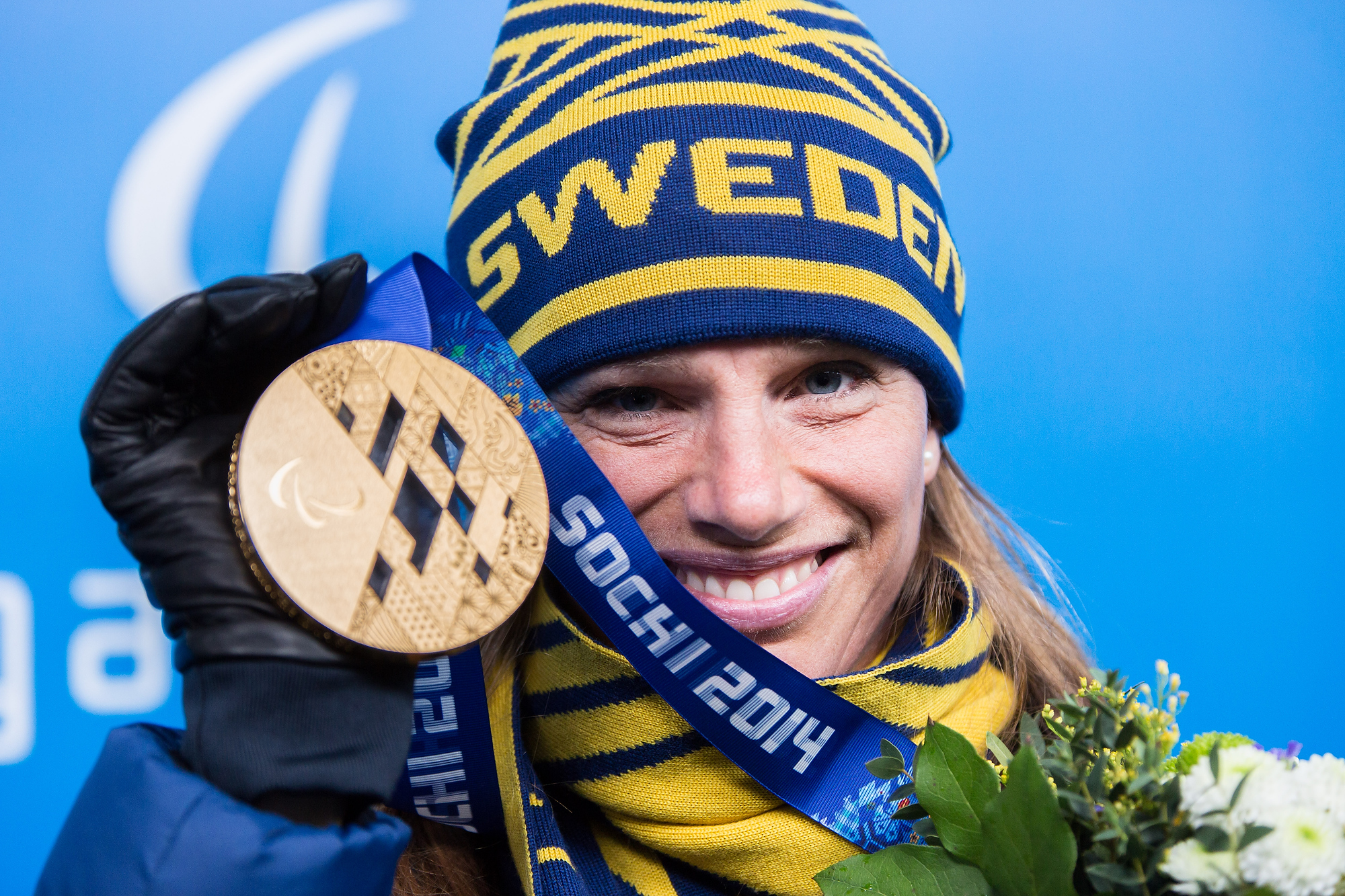
Хелен Рипа с медалью

В 2003 году Хелен встретилась со своим будущим мужем Ронни Петтерссоном, чья заинтересованность спортом заставила Хелен вернуться в спорт. Она занималась уже велогонками, греблей и лыжными гонками. В 2011 году в Чейвасане она выступила в первых лыжных гонках, а в 2012 году вошла в сборную Швеции. В Кубке мира 2012/2013 года она заняла 6-е место.
На зимних Паралимпийских играх 2014 года в Сочи Хелен Рипа выиграла золотую медаль на дистанции 15 км. Это было её первое выступление на лыжных гонках в Паралимпиаде и первая с 1994 года победа Швеции на зимних Паралимпиадах. Также Рипа взяла серебряную медаль в смешанной эстафете с Себастьяном Модином. Номинирована на премии Bragdguldet, Jerringpriset и «Прорыв года» организацией Svenska Idrottsgalan за успехи на Паралимпиаде 2014.

### Ориентирование на горном велосипеде
Рипа представляет клуб «Ханинге» в спортивном ориентировании на горных велосипедах. Заняла 2-е место на турнире 0-Ringen в шведском Бодее в 2013 году, 2-е место на чемпионате Швеции в Эшё в 2014 году и 2-е место на чемпионате Швеции в Сёдерхамне в 2015 году в спринте.

### Гребля на каноэ
С середины 2015 года Рипа выступала в соревнованиях по каноэ за клуб «Бруннсвикен» как дополнение к лыжным гонкам. В Дуйсбурге на чемпионате мира в мае 2016 года она вышла в финал и попала на Паралимпиаду 2016 года в Бразилии. Эти игры стали первыми с участием пара-каноистов в классах KL1, KL2 и KL3 на каноэ K-1 на дистанции 200 м. В июне 2016 года на чемпионате Европы в Москве Рипа стала чемпионкой в классе K3 на каноэ K-1 на дистанции 200 м. На самой Паралимпиаде заняла 5-е место в финале спринта на 200-м в классе KL3.

### СМИ
Рипа появилась на Шведском радио на шоу Sommar i P1 в выпуске 1 июля 2014 года, рассказав о своей карьере и жизни. В ноябре 2014 года выступила в программе Sommarpratarna на SVT. Участница шведской версии шоу Fort Boyard на TV4 в команде с Томасом Вассбергом и Юнасом Халлбергом.

## Награды
- Королевская медаль Его Величества за заслуги перед шведским спортом (28 января 2025 года)[21]